# Howard Freeman
Howard Freeman Schoppe (* 9. November 1895 oder 1899 in Ravenna, Ohio; † 11. Dezember 1967 in New York City, New York) war ein US-amerikanischer Schauspieler.

## Leben und Karriere
Howard Freeman begann seine Karriere als Theaterschauspieler und debütierte 1922 in dem Stück A Serpent’s Tooth neben Leslie Howard am Broadway. Insgesamt sollte der Charakterdarsteller bis zum Jahr 1963 an über 20 Broadway-Produktionen mitwirken. Der leicht übergewichtige Darsteller mit Halbglatze galt als wandlungsfähig, er spielte im Laufe seiner langen Karriere sowohl Schurkenrollen als auch komische wirkende Figuren. Den Einstieg ins Filmgeschäft machte er erst 1942 mit einer kleinen Rolle als Wirt im Kurzfilm Inflation an der Seite von Edward Arnold.
Eine seiner frühen Rollen hatte er als Heinrich Himmler in dem von Douglas Sirk inszenierten Anti-Nazi-Propagandafilm Hitler’s Madman. Ansonsten spielte er sehr häufig Kleinstadtfiguren wie beispielsweise den örtlichen Bankier, Geschäftsmann oder Bürgermeister. Er spielte so unterschiedliche Nebenrollen wie einen dubiosen Zimmervermieter im Film noir Die blaue Dahlie (1946) mit Alan Ladd, einen wichtigtuerischen Arzt in dem Psychiatriedrama Die Schlangengrube (1948) an der Seite von Olivia de Havilland, und den österreichischen Stiefvater von Joan Fontaine in der Stefan-Zweig-Verfilmung Brief einer Unbekannten (1948). Nach einem vielbeschäftigten Jahrzehnt in Hollywood wandte er sich nach 1953 wieder vermehrt dem Theater und außerdem dem Fernsehen zu, wo er einige Gastrollen übernahm. Eine seiner letzten Rollen spielte Freeman im Jahr 1965 in der James-Stewart-Komödie Geliebte Brigitte unter Regie von Henry Koster.
Howard Freeman, dessen genaues Geburtsjahr umstritten ist, starb im Dezember 1967 in New York City. Er war seit 1939 in zweiter Ehe mit Ruth Dibble verheiratet, aus einer früheren Ehe mit Adele Packard Vaughan hatte er ein Kind.

## Filmografie (Auswahl)
- 1942: Inflation (Kurzfilm)
- 1943: Margin for Error
- 1943: Und das Leben geht weiter (The Human Comedy)
- 1943: Laurel und Hardy: Schrecken aller Spione (Air Raid Wardens)
- 1943: Hitler’s Madman
- 1943: Girl Crazy
- 1943: Gangsterjagd in Brooklyn (Whistling in Brooklyn)
- 1943: Madame Curie (Stimme von Prof. Constant)
- 1943: Der kleine Engel (Lost Angel)
- 1944: Pinky und Curly (Once Upon a Time)
- 1944: Secret Command
- 1944: Das Zeichen des Whistler (The Mark of the Whistler)
- 1944: An American Romance
- 1945: Polonaise (A Song to Remember)
- 1945: Die Liebe unseres Lebens (This Love of Ours)
- 1946: Banditen ohne Maske (Abilene Town)
- 1946: Die blaue Dahlie (The Blue Dahlia)
- 1946: House of Horrors
- 1946: Tag und Nacht denk’ ich an Dich (Night and Day)
- 1946: Mit Pinsel und Degen (Monsieur Beaucaire)
- 1946: Rächer der Unterwelt (The Killers)
- 1946: Die perfekte Heirat (The Perfect Marriage)
- 1947: California
- 1947: Die lange Nacht (The Long Night)
- 1947: Fremde Stadt (Magic Town)
- 1947: Liebe in Fesseln (Cass Timberlane)
- 1948: Summer Holiday
- 1948: Brief einer Unbekannten (Letter from an Unknown Woman)
- 1948: Up in Central Park
- 1948: Schrei der Großstadt (Cry of the City)
- 1948: Die Schlangengrube (The Snake Pit)
- 1949: Todesfalle von Chikago (Chicago Deadline)
- 1950: Mordsache: Liebe (Perfect Strangers)
- 1951: Hochzeitsparade (Here Comes the Groom)
- 1951: Doppeltes Dynamit (Double Dynamite)
- 1952: Scaramouche, der galante Marquis (Scaramouche)
- 1952: Der Wendepunkt (The Turning Point)
- 1952: Die goldene Nixe (Million Dollar Mermaid)
- 1953: Eine Leiche auf Rezept (Remains to Be Seen)
- 1953: König der Piraten (Raiders of the Seven Seas)
- 1962: Wagen 54, bitte melden (Car 54, Where Are You?, Fernsehserie, 3 Folgen)
- 1963: Route 66 (Fernsehserie, Folge 4x08)
- 1964–1965: Hallo, Käpt’n Bailey (The Baileys of Balboa, Fernsehserie, 3 Folgen)
- 1965: Geliebte Brigitte (Dear Brigitte)
- 1965: Gauner gegen Gauner (The Rogues, Fernsehserie, Folge 1x24)